# ラリー・イタリア・サルディニア
ラリー・ディタリア・サルディニア（Rally D'Italia Sardegna）は、イタリアのサルディーニャ島で開催される世界ラリー選手権 (WRC) の一戦。ラリー・サンレモに代わって2004年からWRCイタリアラウンドとして開催されている。

## 特徴

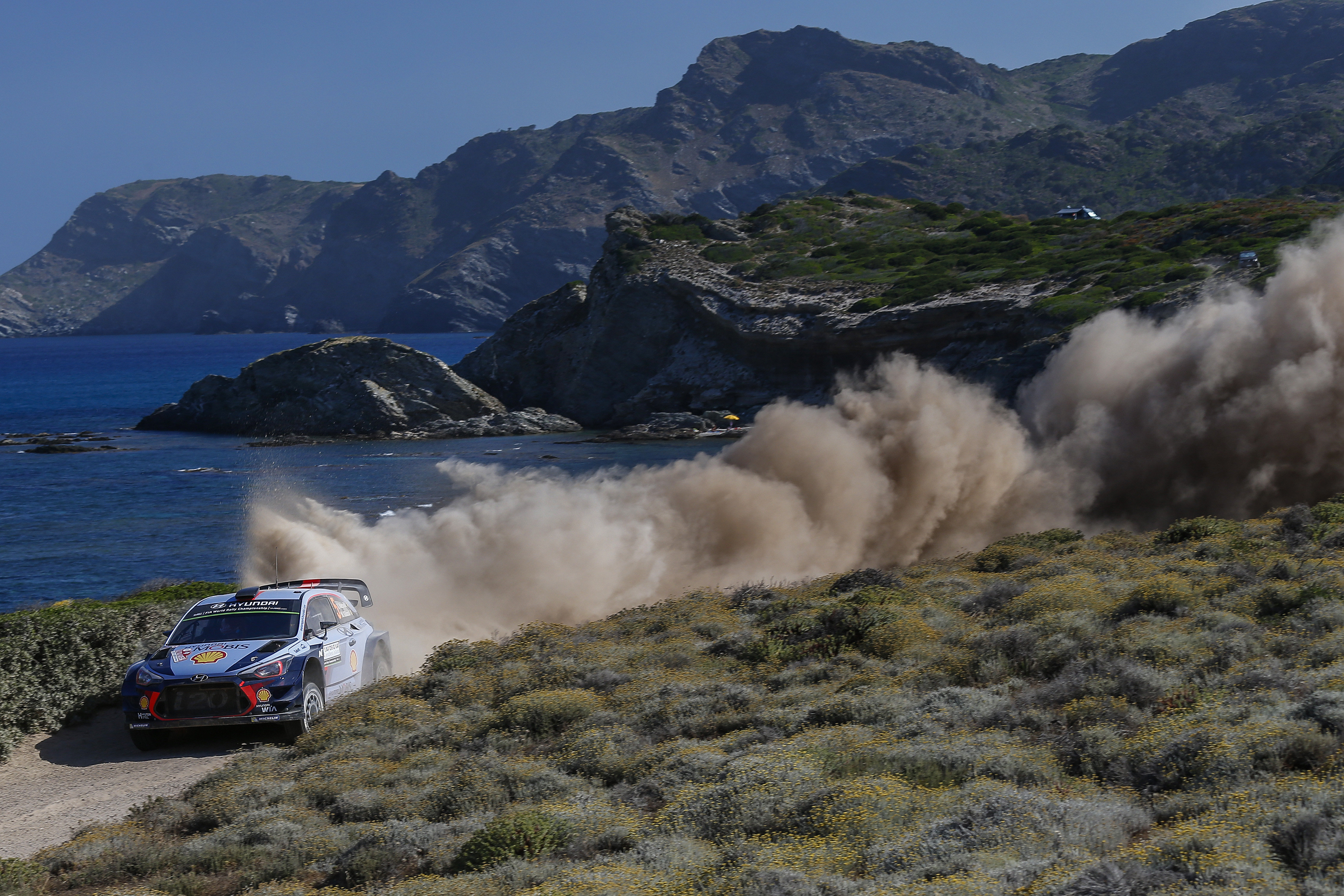

サルディーニャ島北西部のアルゲーロを拠点に開催される。ステージは郊外の丘陵地帯を走るグラベルコースで、ツイスティながらも高速タイプ。道幅は狭く、埃っぽく、コース脇の岩に注意が必要となる。また、地中海性気候のため夏場は乾燥して気温が高く、車輌や選手にとってタフな戦いとなる。モンテ・レルノのSSには名物の「ミッキージャンプ」がある。
2013年は2日間に日程を詰めて行なわれた。
2004年にペター・ソルベルグが始めて以来、勝者が海に飛び込むというお祝いの方法があったが、2023年に禁止されている。
2020年は、新型コロナウイルスの影響で、一時延期になったが、新たに発表された暫定カレンダーに残り、無事に開催された。

## 歴代勝者
| 年      | 優勝者                 | 優勝者                   | 車輌                           |
| 年      | ドライバー             | コ・ドライバー           | 車輌                           |
| ------- | ---------------------- | ------------------------ | ------------------------------ |
| 2004年  | ペター・ソルベルグ     | フィル・ミルズ           | スバル・インプレッサWRC        |
| 2005年  | セバスチャン・ローブ   | ダニエル・エレナ         | シトロエン・クサラWRC          |
| 2006年  | セバスチャン・ローブ   | ダニエル・エレナ         | シトロエン・クサラWRC          |
| 2007年  | マーカス・グロンホルム | ティモ・ラウティアイネン | フォード・フォーカスWRC        |
| 2008年  | セバスチャン・ローブ   | ダニエル・エレナ         | シトロエン・C4WRC              |
| 2009年  | ヤリ＝マティ・ラトバラ | ミイカ・アンティラ       | フォード・フォーカスWRC        |
| 2010年† | ユホ・ハンニネン       | ミッコ・マルクラ         | シュコダ・ファビア S2000       |
| 2011年  | セバスチャン・ローブ   | ダニエル・エレナ         | シトロエン・DS3 WRC            |
| 2012年  | ミッコ・ヒルボネン     | ヤルモ・レーティネン     | シトロエン・DS3 WRC            |
| 2013年  | セバスチャン・オジェ   | ジュリアン・イングラシア | フォルクスワーゲン・ポロ R WRC |
| 2014年  | セバスチャン・オジェ   | ジュリアン・イングラシア | フォルクスワーゲン・ポロ R WRC |
| 2015年  | セバスチャン・オジェ   | ジュリアン・イングラシア | フォルクスワーゲン・ポロ R WRC |
| 2016年  | ティエリー・ヌービル   | ニコラ・ジルソウル       | ヒュンダイ・i20 WRC            |
| 2017年  | オィット・タナック     | マルティン・ヤルベオヤ   | フォード・フィエスタWRC        |
| 2018年  | ティエリー・ヌービル   | ニコラ・ジルソウル       | ヒュンダイ・i20クーペWRC       |
| 2019年  | ダニ・ソルド           | カルロス・デル・バリオ   | ヒュンダイ・i20クーペWRC       |
| 2020年  | ダニ・ソルド           | カルロス・デル・バリオ   | ヒュンダイ・i20クーペWRC       |
| 2021年  | セバスチャン・オジェ   | ジュリアン・イングラシア | トヨタ・ヤリスWRC              |
| 2022年  | オィット・タナック     | マルティン・ヤルベオヤ   | ヒョンデ・i20 N ラリー1        |
| 2023年  | ティエリー・ヌービル   | マルティン・ウィダグ     | ヒョンデ・i20 N ラリー1        |
| 2024年  | オィット・タナック     | マルティン・ヤルベオヤ   | ヒョンデ・i20 N ラリー1        |
| 2025年  | セバスチャン・オジェ   | ヴァンサン・ロンデ       | トヨタ・GRヤリス ラリー1       |

†2010年はインターコンチネンタル・ラリー・チャレンジ (IRC) として開催。